# Lyman Bradford Smith
Lyman Bradford Smith (* 11. September 1904 in Winchester, Massachusetts; † 4. Mai 1997 in Manhattan, Kansas) war ein US-amerikanischer Botaniker. Sein offizielles botanisches Autorenkürzel lautet „L.B.Sm.“

## Leben
Er studierte in den 1920er Jahren an der Harvard University Biologie. 1928/1929 bereiste er erstmals Brasilien. Er war Kurator an der botanischen Abteilung der Smithsonian Institution von 1947 bis 1974.
In seinem Lebenswerk konzentrierte er sich auf die Taxonomie der südamerikanischen Blütenpflanzen, insbesondere der Bromeliengewächse (Bromeliaceae). Für die vom US-amerikanischen Botaniker Nathaniel Lord Britton herausgegebene North American Flora bearbeitete er „Bromeliaceae“ für Band 19 Nummer 2 (1938).

## Ehrungen
Nach ihm benannt ist die Pflanzengattung Lymania Read aus der Familie der Bromeliengewächse (Bromeliaceae).

## Werke
- The Bromeliaceae of Brazil, 1955
- The Bromeliaceae of Colombia, 1957
- Begoniaceae, 1986